# Poechos
Der Poechos-Stausee ist eine Talsperre am Río Chira im Grenzgebiet zwischen Peru und Ecuador. Aufgabe des Stausees ist die verbesserte Nutzung des Wasserdurchlaufs im Chira-Tal durch Wasserspeicherung, Bewässerung, Abflussregulierung und Stromerzeugung.

## Lage
Der Poechos-Stausee liegt im nördlichsten Teil von Peru, am Unterlauf des Río Chira, etwa 50 km nördlich der Stadt Piura, Hauptstadt der gleichnamigen Region Piura. Er liegt auf 4° 40' südlicher Breite und 80° 30' westlicher Länge auf einer Höhe von 98 m über dem Meeresspiegel im Distrikt Lancones in der Provinz Sullana, rund 30 km von der Grenze Ecuadors entfernt.

## Geschichte
Der Stausee wurde in vier Phasen errichtet.

### Phase 1 (1970–1977)
Die erste Phase bestand aus folgenden Maßnahmen:
- Errichtung des Poechos-Staudamms (9 km lang, bis zu 55 m hoch);
- Bau des Ableitungsstollens am Fuß des Staudamms für einen Durchfluss von bis zu 14 m³/s;
- Beton-Überlauf (400.000 m³ Beton);

### Phase 2 (1978–1985)
Die zweite Phase schloss ein
- den Oberlaufdamm Los Ejedos mit einer Länge von 220 m, einer Höhe von bis zu 20 m und einer Durchflusskapazität von 3.000 m³/s;
- den Hauptkanal, der 42 km lang ist und einen Durchfluss von 45 m³/s ermöglicht;
- die Schutzmaßnahmen entlang des Ufers des Río Piura (etwa 60 km lang);
- das Kanalsystem für die Bewässerung von rund 35.000 ha.

### Phase 3 (1985–1997)
Die dritte Phase bestand aus
- dem Oberlauf-Damm Sullana der 75 m lang ist, eine Höhe von bis zu 12 m hat und Schleusentore mit einem Gesamtdurchlauf von 5.000 m³/s;
- dem Oberlauf-Kanal Nord mit einem Gesamtfassungsvermögen von 25.500 m³/s auf einer Strecke von 56 km zur Bewässerung von 15.000 ha;
- dem Kanal Süd mit einem Gesamtdurchlauf von 7 m³/s und einer Länge von 35 km zur Bewässerung von 7.000 ha Land;
- und rund 60 km Deiche entlang dem regulierten Unterlauf des Río Chiara.

### Phase 4 (2000–2004)
Die letzte Phase umfasste
- das 12,5 MW Curumuy-Kraftwerk (fertiggestellt im Jahr 2000);
- das 15,4 MW Poechos-Kraftwerk (fertiggestellt im Jahr 2004).

## Daten
Das Stauvermögen der Talsperre liegt bei 1.000.000.000 m³, sein Einzugsgebiet bei 14.000 km², die maximale Tiefe bei 46 m.
Der Abschlussstaudamm ist 49 m hoch und an der Dammkrone 9 km lang, der Abfluss liegt bei maximal 4 m³ Wasser pro Sekunde.
Die ursprüngliche Zielvorgabe sah vor, das wasserarme Piura-Tal wirtschaftlich zu beleben und eine moderne Bewässerung für rund 35.000 ha landwirtschaftliche Fläche zu schaffen.
Inzwischen liefern die beiden Wasserkraftwerke jährlich rund 100 GWh  an Electronoroeste, das konzessionierte Energieunternehmen für Nordwest-Peru. Die beiden Curunuy- und Poechos-Kraftwerke sollen bis zum Jahr 2010 für eine 90%ige emissionsfreie Elektrifizierung des Landes sorgen.